# Varanus palawanensis
Varanus palawanensis — досить великий вид варанів із родини варанових. Вид є ендеміком для Філіппін.

## Опис
Varanus palawanensis може досягати загальної довжини (включаючи хвіст) 2 метри.
Найкраще вивченою популяцією водних варанів на Філіппінах є Калауіт, невеликий острівець, що належить до групи островів Каламіан на північно-східній околиці провінції Палаван. Найменший екземпляр мав розміри лише 390 мм від кінчика хвоста до кінчика морди. Останній екземпляр мав довжину тіла без хвоста 14 см, а найбільший – 78,8 см. Середня довжина тіла без хвоста склала 54,77 см.

## Розповсюдження
Varanus palawanensis зустрічається на островах Палаван, Бусуанга, Калауіт, Балабак і Сібуту.